# New Victory Theater
Le New Victory Theater est un théâtre situé au 209 de la 42e Rue du Theater District à Manhattan à New York, près de Times Square. Construit en 1900 sous le nom de Republic Theatre, il est conçu par Albert Westover et développé par Oscar Hammerstein I en tant que théâtre de Broadway. Le théâtre est connu sous plusieurs noms au fil des années, notamment le Belasco Theatre, le Minsky's Burlesque et le Victory Theatre. Le théâtre est la propriété des gouvernements de la ville et de l'État de New York et est loué à la société à but non lucratif New 42, qui exploite la salle en tant que théâtre pour enfants depuis 1995. Le New Victory présente des spectacles de théâtre, de danse, de marionnettes et d'autres formes d'arts scéniques du monde entier.
Le design moderne du New Victory Theater remonte à rénovation de 1995. Sa façade reflète son apparence de 1900, tandis que l'intérieur intègre des détails ajoutés lorsque David Belasco a pris possession du théâtre en 1902. Le théâtre présente une façade en briques et en pierre brune avec un perron central menant au deuxième étage. À l'intérieur de l'entrée se trouve un hall d'accueil et une réception, ainsi qu'un sous-sol avec les toilettes du théâtre, des casiers et des stands de restauration. L'auditorium du New Victory Theater compte 499 places réparties sur trois niveaux, bien qu'il ait à l'origine accueilli plus de 900 invités. L'auditorium est conçu dans une palette de couleurs rouge et or, avec des accents verts et violets, et comprend des loges et un plafond décoratif en dôme. Les espaces en coulisses sont initialement très petits, mais ils sont agrandis dans une nouvelle aile en 1995.
Le théâtre ouvre ses portes le 27 septembre 1900 avec la pièce Sag Harbor. Deux ans plus tard, David Belasco loue le théâtre, le rebaptise en son nom et en reconstruit entièrement l'intérieur. Bien que Belasco réinstaure le nom de Republic Theater en 1910, il continue de l'exploiter jusqu'en 1914. A. H. Woods loue ensuite le théâtre jusqu'en 1922, date à laquelle Oliver D. Bailey prend le relais, présentant la pièce Abie's Irish Rose pendant cinq ans. En raison d'un manque de productions théâtrales, Billy Minsky transforme le Republic en maison de burlesque en 1931, et sa famille l'exploite en tant que tel jusqu'en 1942. Le théâtre devient ensuite un cinéma, le Victory, exploité par la famille Brandt. Le théâtre devient le premier cinéma pour adultes sur la 42e Rue en 1972. New 42 reprend le Victory et plusieurs autres théâtres voisins en 1990. Les plans pour le théâtre pour enfants sont annoncés en 1993, et Hardy Holzman Pfeiffer Associates le restaurent et il ouvre ses portes le 11 décembre 1995 sous le nom de New Victory.